# Heinrich von Ficker
Heinrich von Ficker, född 22 november 1881, död 29 april 1957, var en tysk meteorolog. Han var son till Julius von Ficker.
Ficker blev 1911 professor i Graz, 1923 professor i Berlin och föreståndare för Preussische Meteorologische Institut. Ficker har särskilt studerat intränganden av kall luft i varmare och räknas genom dessa arbeten som en av den moderna meteorologins skapare. Han har också gjort sig känd som bergsbestigare i Europa och Asien och som speciell alpmeteorolog.